# Доходный дом П. Я. Прохорова
Доходный дом П. Я. Прохорова — историческое здание в Санкт-Петербурге. Расположено по адресу 3-я линия Васильевского острова, дом 26. Построено архитекторами Г. Г. фон Голи и Г. Д. Гриммом в конце XIX — начале XX века.

## История и архитектура
В середине XVIII века участок, на котором позднее был построен современный дом, принадлежал подполковнику карабинерного пехотного полка Бороздину, а с 1764 года — титулярному советнику А. Турчанинову и его дочери. Первоначально на данном участке стоял двухэтажный деревянный особняк, выходивший на 3-ю линию Васильевского острова, с каменным флигелем и небольшим садом во дворе. Сооружения были возведены до 1800 года.
В 1900—1901 годах по заказу купца Павла Яковлевича Прохорова здесь был построен четырёхэтажный доходный дом в стиле модерн. Архитекторами выступили Густав фон Голи и Герман Гримм.
Фасад здания выделяется своей оригинальной проработкой. Стены отделаны красным облицовочным кирпичом в сочетании с штукатуркой ряда участков, подчёркнутых рустом. На их фоне особо заметны кованые решётки и кронштейны балконов. Использование стилизованных машикулей, треугольного щипца со шпилем придают силуэту дома остроту и отождествляют его со зданиями в стиле неоготики.
Жилые квартиры здесь снимали преимущественно обеспеченные люди, например: тайный советник и чиновник Николаевской железной дороги П. Р. Василевский; купец и владелец Чернореченской бумагопрядильни Л. Л. Кениг; директор-распорядитель Сампсониевской бумагопрядильной и ткацкой мануфактуры Э. Л. Бонштедт.
В начале XX века кроме жилых помещений здесь размещались различные коммерческие фирмы, например: экспортная контора «Витт и К», занимавшаяся вывозом сырья и продуктов питания; акционерное общество «Рубероид», специализировавшееся на строительных подрядах; техническая контора инженеров А. Браунера и А. Эльбена.
После революции 1917 года здание было национализировано, а с 1920-х годов квартиры в доме стали коммунальными.
К началу XXI века дом сохранил историческое архитектурное и декоративно-художественное решение фасадов, а также часть отделки интерьеров. В 2001 году дом включён КГИОПом в «Перечень вновь выявленных объектов, представляющих историческую, научную, художественную или иную культурную ценность». В 2022 году здание включили в единый государственный реестр в качестве объекта культурного наследия регионального значения.